# Xanthorhoe oxybiata
Xanthorhoe oxybiata is een vlinder uit de familie spanners (Geometridae). De wetenschappelijke naam is voor het eerst geldig gepubliceerd in 1872 door Millière.
De soort komt voor in Europa.